# Si me advertí
«Si Me Advertí» es el segundo sencillo del álbum Hombre Sintetizador de la banda de rock alternativo mexicana Zurdok. La letra y música son composiciones de Fernando Martz. El video fue dirigido por Fernando Eimbcke con la actriz mexicana Yadira Pascault Orozco.

## Lista de canciones
- Edición México

1. «Si Me Advertí»
2. «Si Me Advertí» (Radio Edit)